# Бричук Олександр Васильович
Олекса́ндр Васи́льович Бричу́к (1976—2014) — рядовий патрульної служби міліції особливого призначення України, учасник російсько-української війни.

## Життєпис
Народився 1976 року і виріс у Севастополі, де й працював останні роки. 1993-го закінчив севастопольську загальноосвітню школу № 15. В 1990-х роках проходив строкову військову службу у 459-й окремій ракетній бригаді ЗСУ. В 1997—2007 роках працював при Генеральному консульстві України на території РФ. Був директором спортивної школи у Самарській області, фахівець з питань розвитку спортивного туризму. Повернувся до Севастополя; займався спортом (повноконтактне карате та спортивне орієнтування), керував спортивно-оздоровчим табором, організовував туристичні змагання для рятувальників. Голова Севастопольського міського відділення Всеукраїнського громадського дитячого руху «Школа безпеки».
Після анексії Криму у травні 2014-го пішов добровольцем до батальйону «Дніпро-1». Влітку 2014 року був переведений; фахівець групи матеріального забезпечення, батальйон патрульної служби міліції особливого призначення «Шахтарськ». Учасник звільнення від окупантів міста Мар‘їнка.
Загинув 16 серпня 2014 при виконанні бойового завдання. Під час виконання бойового завдання бійці розвідгрупи потрапили у засідку в районі Красногорівки неподалік Донецька, двоє загинули — Олександр та Костянтин Бегма, один важкопоранений. Двоє товаришів залишилися живими і розповіли побратимам про героїчну смерть Костянтина та Олександра.
Вдома лишилися батьки і дві доньки. Його поховали 20 серпня 2014 року в Лозовій на Харківщині, де живуть його батьки.

## Нагороди та вшанування
- 14 листопада 2014 року за особисту мужність і героїзм, виявлені у захисті державного суверенітету та територіальної цілісності України, вірність військовій присязі під час російсько-української війни, відзначений — нагороджений орденом «За мужність» III ступеня (посмертно).
- Його портрет розміщений на меморіалі «Стіна пам'яті полеглих за Україну» у Києві: секція 2, ряд 9, місце 37.
- Вшановується 16 серпня на щоденному ранковому церемоніалі вшанування українських захисників, які загинули цього дня у різні роки внаслідок російської збройної агресії[1]
- Його ім'ям названо вулицю у місті Лозова.[2]